# Västra Vrams församling
Västra Vrams församling var en församling i Lunds stift och i Kristianstads kommun. Församlingen uppgick 2006 i Västra och Östra Vrams församling.

## Administrativ historik
Församlingen har medeltida ursprung och var till 1962 i pastorat med Östra Vrams församling, före omkring 1500 som annexförsamling, därefter som moderförsamling. Från 1962 till 2006 moderförsamling i pastoratet Västra Vram, Östra Vram och Linderöd som från 1975 även omfattade Äsphults församling. Församlingen uppgick 2006 i Västra och Östra Vrams församling.

## Kyrkor
- Västra Vrams kyrka